# Prathin Pattabongse
Prathin Pattabongse (Thai: ประทิน ปัตตพงศ์; * um 1940) ist eine thailändische Badmintonspielerin. 

## Karriere
Prathin Pattabongse siegte in ihrer Heimat 1961 bei den thailändischen Meisterschaften im Dameneinzel und im Mixed gemeinsam mit Channarong Ratanaseangsuang. 1962 gewann sie die Singapur Open, 1963 die offen ausgetragenen nationalen Meisterschaften von Singapur. Bei der Badminton-Asienmeisterschaft 1962 erkämpfte sie sich Silber im Mixed, bei den Asienspielen des gleichen Jahres Bronze mit dem Team.

## Sportliche Erfolge
| Saison | Veranstaltung                   | Disziplin   | Platz | Name                                              |
| ------ | ------------------------------- | ----------- | ----- | ------------------------------------------------- |
| 1961   | Thailändische Meisterschaft     | Mixed       | 1     | Channarong Ratanaseangsuang / Prathin Pattabongse |
| 1961   | Thailändische Meisterschaft     | Dameneinzel | 1     | Prathin Pattabongse                               |
| 1962   | Singapur Open                   | Dameneinzel | 1     | Prathin Pattabongse                               |
| 1963   | Singapur: Einzelmeisterschaften | Dameneinzel | 1     | Prathin Pattabongse                               |